# Alepidocline
Alepidocline es un género de plantas con flores, perteneciente a la familia  Asteraceae. Comprende 4 especies descritas y aceptadas.

## Taxonomía
El género fue descrito por Sidney Fay Blake y publicado en Journal of the Washington Academy of Sciences 24: 439. 1934. La especie tipo es:  Alepidocline annua S.F.Blake		

## Especies aceptadas
A continuación se brinda un listado de las especies del género Alepidocline aceptadas hasta julio de 2012, ordenadas alfabéticamente. Para cada una se indica el nombre binomial seguido del autor, abreviado según las convenciones y usos.
- Alepidocline annua S.F.Blake
- Alepidocline breedlovei (B.L.Turner) B.L.Turner
- Alepidocline macdonaldana B.L.Turner
- Alepidocline trifida (J.J.Fay) B.L.Turner